# Brigitta Scherzenfeldt
Brigitta Scherzenfeldt  (Bäckaskog (Kristianstad), 1684 – Stockholm, 1736) was een Zweedse vrouw die lange tijd in gevangenschap doorbracht in het kanaat Dzjoengarije. De memoires die ze schreef over haar gevangenschap geven een uniek beeld van de Dzjoengaarse samenleving van die tijd. Haar Dzjoengaarse kleding maakt deel uit van de collectie van de  Livrustkammaren (wapenkamer) in Stockholm.

## Biografie

### De Grote Noordse Oorlog

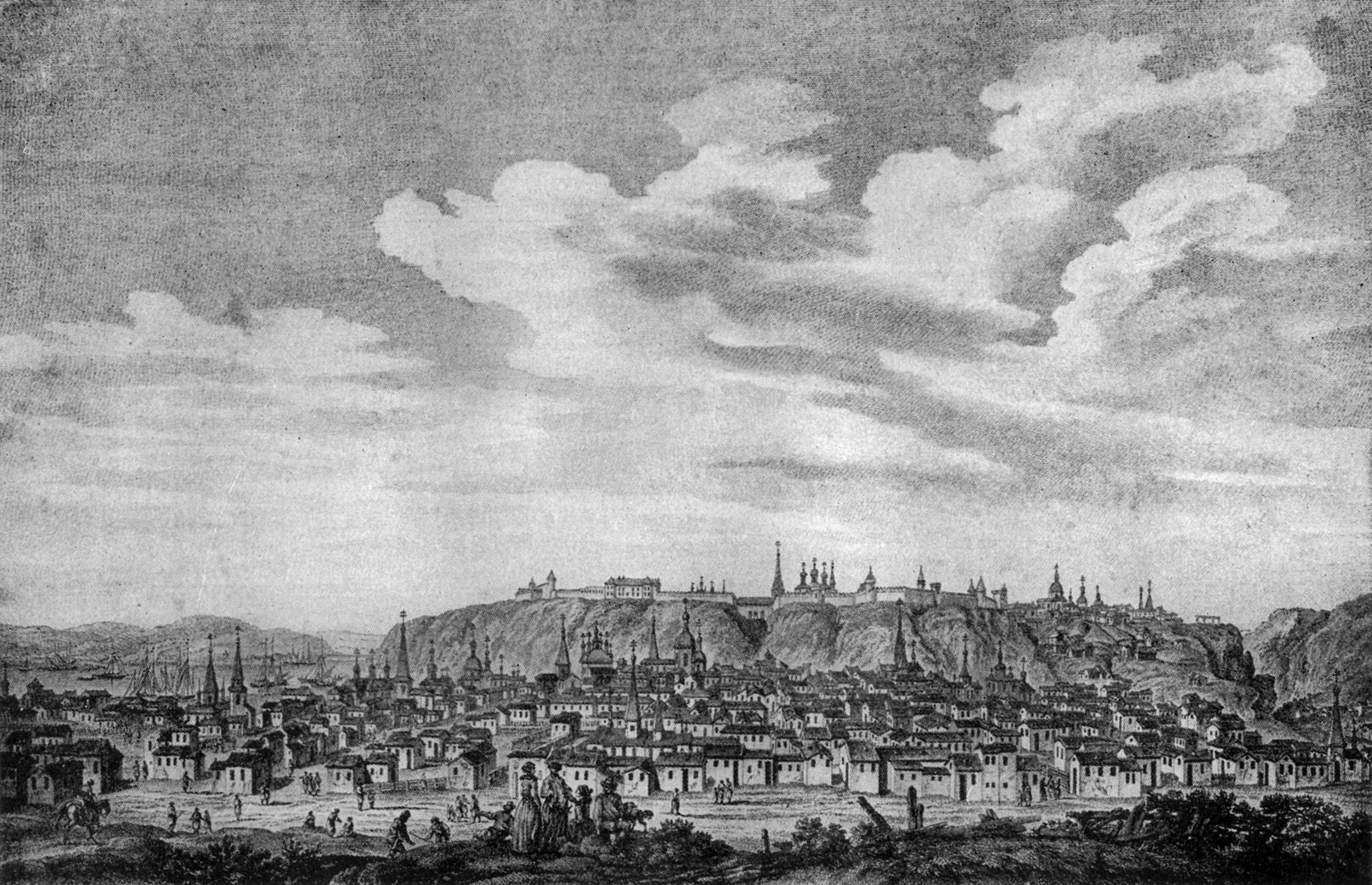
Tobolsk begin 18e eeuw

Haar eerste echtgenoot was de officier Mats Bernow. Zij woonden in Riga in het toenmalige Hertogdom Estland, dat Zweeds bezit was. In 1703 huwde zij na het overlijden van Bernow een andere Zweedse officier, Johan Lindström. Beiden werden gevangengenomen door de Russen in de Grote Noordse Oorlog (1700-1721)  en na de val van Narva in 1704 naar Moskou getransporteerd. In 1711 werd ze daar opnieuw weduwe.
In 1712 huwde zij  de Duitser Michael Ziems, die ook gevangen was genomen als officier in het Zweedse leger. Het paar werd vervolgens naar Tobolsk gedeporteerd. Ziems trad daarna in Russische dienst en werd naar het meer van Yamysh gezonden om de expeditie van Ivan Buchholz die daar naar goud zocht te beschermen. Brigitta Scherzenfeldt ging met haar echtgenoot mee. Het Russische garnizoen werd door de Dzjoengaren overvallen, waarbij Ziems sneuvelde en Scherzenfeldt gevangen werd genomen.
Daarbij werd zij het slachtoffer van een poging tot verkrachting door enkele Dzjoengaren. Zij verzette zich echter zo hevig dat zij een stuk vlees uit een been van een van haar aanvallers beet. De aanvallers wilde haar doden, maar uiteindelijk werd ze voor een definitief oordeel daarover voorgeleid aan Tsewang Rabtan, de heerser van Dzoengarije. Zij vertelde hem, dat Zweedse vrouwen zich altijd tegen verkrachting verzetten. Tsewang Rabtan had kennelijk enig respect voor die uitspraak, spaarde haar leven en beval dat zij nooit meer door Dzjoengaren seksueel lastiggevallen zou worden.

### In het kanaat Dzjoengarije

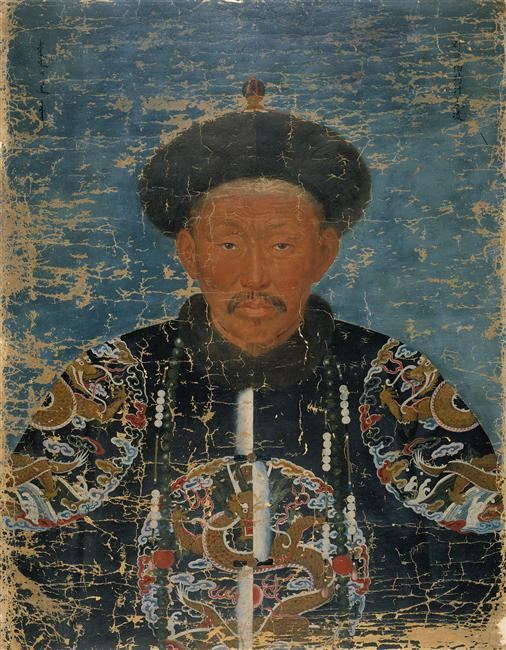
Galdan Tseren

Tsewang Rabtan gaf haar als slavin aan een van zijn vrouwen. In Dzoengarije onderwees Scherzenfeldt met name in weven en werd door de verbeteringen die zij wist door te voeren op dat gebied ook gerespecteerd. Op den duur wist zij een positie te bereiken als de hofdame van de favoriete dochter van Twewang Rabtan, prinses Seson. Die prinses werd uitgehuwelijkt aan een prins van de Kalmukken, die leefden in het gebied van de Wolgadelta. Seson wilde dat Brigitta Scherzenfeldt met haar mee zou gaan. Scherzenfeldt probeerde dat juist te voorkomen, omdat zij vreesde dat zij dan haar vaderland Zweden nooit meer zou zien.
Tijdens haar  gevangenschap had Scherzenfeldt Johan Gustaf Renat ontmoet. Renat was een Zweedse officier die ook door de Dzjoengaren gevangen was genomen. Renat was ingezet voor de militaire productie van het kanaat. Hij was betrokken bij militaire campagnes van de Dzjoengaren. Hij vocht met de Dzjoengaren tegen de Mantsjoes in hun campagnes in de Altaj en was aanwezig bij hun grote overwinning op een Chinees leger bij Furdan.
Renat is echter vooral bekend geworden doordat hij de opvolger van Twewang Rabtan, Galdan Tseren (overleden 1745) hielp de eerste kaarten van Dzjoengarije te maken. Scherzenfeldt en Renat besloten te trouwen en dat werd een voldoende valide reden geacht om Scherzenfeldt in Dzjoengarije te laten blijven.
Kort daarna werd Tsewang Rabtan echter vermoord als gevolg van interne twisten binnen de adel van de Dzjoengaren. Veel mensen aan het hof van de belangrijkste vrouw van Tsewang Rabtan en het hof van zijn dochter werden beschuldigd van deelname aan een complot tot vergiftiging van Twewang Rabtan. Ook Scherzenfeldt werd verdacht, maar wist zich uit de moeilijkheden te manoeuvreren. Zij wist zelfs Galdan Tseren, de opvolger van Twewang Rabtan, te overtuigen om 18 Zweedse en 134 Russische slaven terug te laten keren naar huis.

### Terugkeer naar Zweden

Dzjoengaars kostuum van Brigitta Scherzenfeldt in de Wapenkamer in Stockholm

In 1733 konden Renat en Scherzenfeldt Centraal-Azië verlaten in het gezelschap van een Russische ambassadeur en twintig slaven die zij bij hun vertrek als geschenk ontvingen. Een aantal daarvan overleed voordat men Moskou had bereikt. Een aantal werd door de Russen zelf gehouden. Tijdens de terugreis verbleef het paar enkele weken in Moskou. Scherzenfeldt ontmoette daar  een Engelse dame, mevrouw Vigor, die zij over een aantal van haar ervaringen in Dzjoengarije vertelde. Mevrouw Vigor schreef daarover in brieven naar bekenden in Engeland. De ervaringen van Scherzenfeldt gingen deel uitmaken van een gebundelde uitgave van die brieven.
In 1734 kwam het paar in Stockholm aan met nog drie vrouwelijke slaven, die daar gedoopt en in vrijheid werden gesteld en daarna in de huishouding van de familie werkzaam zouden zijn. Scherzenfeldt zou ook in Zweden zelf haar ervaringen beschrijven. Met de tekst van de brieven van mevr. Vigor geven die een uniek beeld van de samenleving van de Dzjoengaren in de eerste decennia van de 18e eeuw.
- International Standard Name Identifier: 0000 0000 5899 423X
- Library of Congress Control Number: n2009021555
- Virtual International Authority File: 86243716
- WorldCat: E39PBJkp7TxGXvP9XY6XbxPbBP